# Apácacerkóf
Az apácacerkóf (Cercopithecus mona) a cerkóffélék családjába tartozó, Nyugat-Afrikában honos majomfaj.

## Megjelenése

Apácacerkóf rajza az Amszterdami Egyetem gyűjteményében

Az apácacerkóf viszonylag kis méretű majom, a hímek testsúly átlagosan 5 kg, míg a nőstényeké 4 kg. Testhosszuk 32–53 cm, farokhosszuk 67–90 cm. A nemek azonos színezetűek. Háti szőrzetük vörösbarna vagy barnás agutiszínű. Hasa, végtagjai belső oldala és a farka tövénél két kisebb folt fehérek. Végtagjai külső oldala és farka felső oldala és vége fekete. Farka alsó része szürke. Arca nagyrészt csupasz, felső része sötét kékesszürke, az alsó (felső és alsó ajkai) rózsaszínesek. Homloka, fülhegye és főleg dús pofaszakálla sárgás-fehéres. Szemétől a füléig fekete csík húzódik.
Megfigyeltek albínó apácacerkófokat is, de előfordulásuk ritka.

## Elterjedése
Délnyugat-afrikai faj, Délkelet-Ghánától Nyugat-Kamerunig fordul elő, a Sanaga folyóig. A kontinensről bevitték São Tomé szigetére, onnan pedig tovább a karib-tengeri Grenadára és talán Saint Kittsre és Nevisre is.
Az apácacerkóf erdőkben él, elsősorban esőerdőben ahol a fák közepe vagy teteje környékén található meg leggyakrabban. Előfordulhat mangrovemocsarakban és galériaerdőkben is, de leginkább folyók közelében gyakori. 

## Életmódja

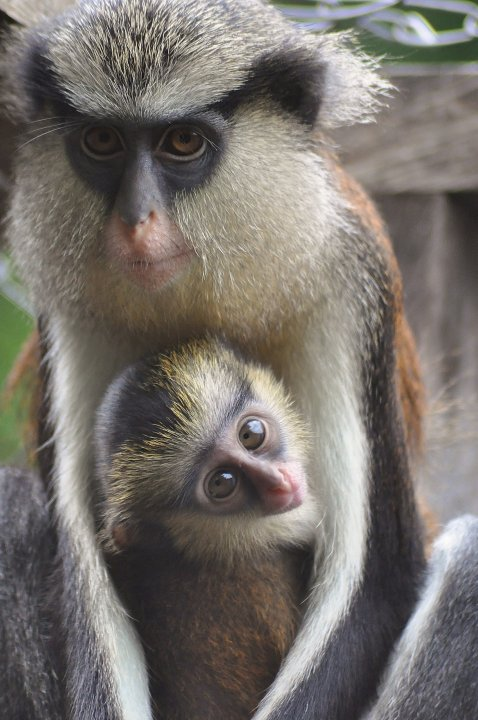
Cerkófcsalád

Öttől ötven főig terjedő nagyságú csapatokban él. A kisebb csoportokban csak egy felnőtt hím van, de ezekből ideiglenesen nagyobb csoportosulások is létrejöhetnek, aminek az az előnye, hogy könnyebben észreveszik a ragadozókat. A felnőtt hím által elüldözött fiatal hímek kisebb, 2-4 fős csoportokba verődhetnek.
Az apácacerkófok nappal aktívak, leginkább kora reggel és késő délután. Csoportosan vándorolnak, eközben ügyesen ugrálnak át egyik fa ágairól a másikra. Ugrás közben törzsüket függőlegesen tartják. Néha elvétik a célt és leesnek a földre, de az esetek többségében ilyenkor is sérülés nélkül ússzák meg a balesetet és gyorsan csatlakoznak a csapathoz a lombok között.
Egymás között hangjelzésekkel tartják a kapcsolatot, meglehetősen hangosan. Vészkiáltásuk kis prüszkölésekre hasonlít. A hím erős krákogó és morgó hangokkal tartja távol vetélytársait. A hangok mellett változatos arckifejezésekkel és testtartásokkal kommunikálnak egymással. Ha veszély fenyegetik őket, megdermednek.
Mindenevők. Elsősorban gyümölcsökkel táplálkoznak, de megeszik a zsenge hajtásokat és leveleket és a rovarokat is. A cerkófok között az apácacerkóf eszi a legtöbb rovart és a legkevesebb levelet. A táplálék egy részét jókora, majdnem gyomorméretükkel megegyező pofazacskóikban tárolják.
Az apácacerkófokra leopárdok, aranymacskák, óriáskígyók és sasok vadásznak.

### Szaporodása
Szaporodása alig ismert. Mivel szociális egysége az egy hímből és több nőstényből álló csoport, feltételezhető, hogy többnejűségben él. Sok rokonától eltérően az ovuláló nősténynek nem duzzad meg a nemi szerve; a hím talán a szaga vagy a viselkedése alapján tudja meg, hogy fogamzóképes. A vemhességi idő 5-6 hónap. A nőstény többnyire egy utódot hoz a világra, bár előfordulnak ikerszülések is. Két szülés között általában két év telik el. A kismajmok egyéves korukig szopnak és 2-5 éves korukban lesznek ivarérettek. Fogságban is szaporodik, itt élettartama elérheti a 26 évet.

## Környezetvédelmi helyzete

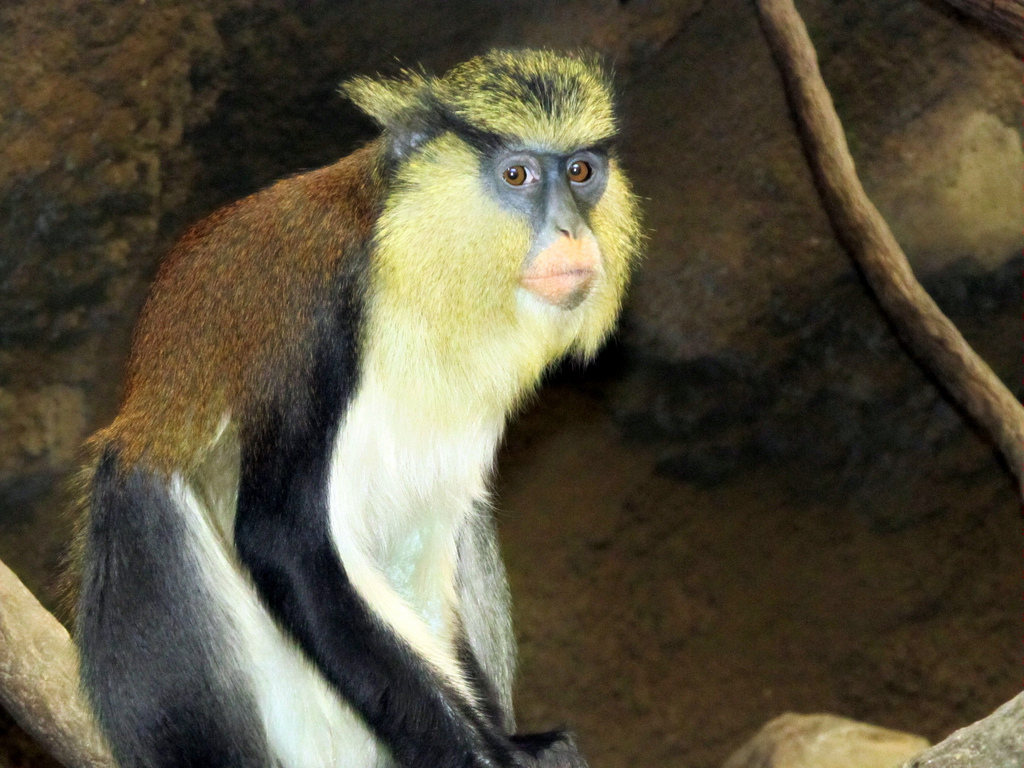

Az apácacerkóf a Természetvédelmi Világszövetség Vörös listáján nem veszélyeztetett státusszal szerepel. A helyi lakosság vadászik rá és élőhelyét az erdőirtások veszélyeztetik. Szerepel a washingtoni egyezmény II. függelékében, vagyis kereskedelme korlátozott.